# Saint-Marcel (Meurthe e Mosella)
Saint-Marcel è un comune francese di 163 abitanti situato nel dipartimento della Meurthe e Mosella nella regione del Grand Est.

## Società

### Evoluzione demografica
Abitanti censiti